# Gillingham Football Club
El Gillingham Football Club es un club del fútbol profesional inglés basado en el pueblo de Gillingham, Kent, juega actualmente en la Football League Two. El único club de Kent en la Football League, el club juega sus partidos de local en el Estadio de Priestfield.
El club se fundó en 1893 y se unió a la Liga de Fútbol en 1920. Abandonaron la liga en favor del Ipswich Town al final de la temporada 1937–38, pero se integraron después de 12 años después de que se extendiera de 88 a 92 clubes. Dos veces en los años 1980 el club estuvo cerca de ascender a la segunda categoría del fútbol inglés, pero un declive puso entonces fin y en 1993 el club evitó el descenso a la Football Conference. Entre 2000 y 2005, Gillingham participó en la segunda categoría del fútbol inglés, algo único en la historia del club, logrando como mejor resultado finalizar en undécimo lugar en la temporada 2002–03.

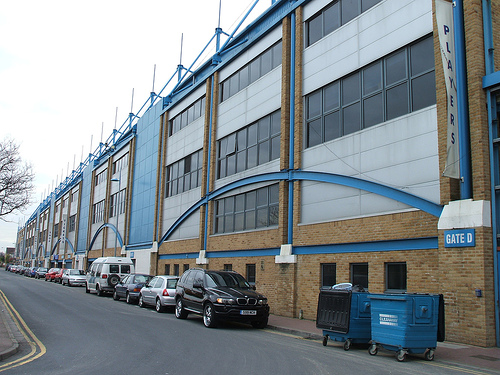
Exterior del Priestfield Stadium.

## Datos del club
- Temporadas en Football League Championship: 5
- Temporadas en Football League One: 8

## Rivalidades
Su máximo rival es el Southend United. También tiene una rivalidad con el West Ham United y Maidstone United.

## Presidentes
| Periodo   | Nombre                |
| --------- | --------------------- |
| 1893–95   | Horace Croneen        |
| 1895–97   | Dr E.C. Warren        |
| 1897–1902 | W.H. Checksfield      |
| 1902–12   | James Barnes          |
| 1912–22   | E.N. Crawley          |
| 1922–30   | Jack Knight           |
| 1930–32   | S.J. Chippick         |
| 1932–34   | J.A. Crumbie          |
| 1934–47   | Jack Knight           |
| 1947–59   | Charles Cox Sr.       |
| 1959–61   | J.W. Leech Jnr        |
| 1961–83   | Dr Clifford Grossmark |
| 1983–86   | Charles Cox Jr.       |
| 1986–89   | Roy Wood              |
| 1989–91   | M.G. Lukehurst        |
| 1991–95   | Bernard Baker         |
| 1995      | Tony Smith            |
| 1995–     | Paul Scally           |

## Palmarés

### Torneos nacionales
- Football League Fourth Division: 1

1963–64
- Football League Second Division: 0

- Ganadores de la eliminatoria: 1

1999–00
- Football League Two: 1

2012-13
- Ganadores de la eliminatoria: 1

2008–09
- Southern Football League: 2

1946–47, 1948–49
- Southern Football League Division Two: 1

1894–95
- Southern League Cup: 1

1946–47
- Kent League: 1

1945–46
- Kent League Cup: 1

1945–46
- Kent Senior Cup: 2

1945–46, 1947–48